# Novembre (pel·lícula)
Novembre és una pel·lícula francesa de 2022 escrita i dirigida per Cédric Jimenez. Es va estrenar el 5 d'octubre de 2022. S'ha doblat i subtitulat al català.

## Sinopsi
La pel·lícula mostra les investigacions i les intervencions de la policia (en particular de la subdirecció antiterrorista) durant els cinc dies següents als atemptats del 13 de novembre de 2015.

## Repartiment
- Jean Dujardin com a Fred
- Sandrine Kiberlain com a Héloïse
- Jérémie Renier com a Marco
- Anaïs Demoustier com a Inés
- Sofian Khammes com a Foued
- Stéphane Bak com a Djibril
- Lyna Khoudri com a Samia
- Victoire Du Bois com a Julia

## Producció
El rodatge va començar el 17 de maig de 2021 i va durar 12 setmanes, entre Grècia, Bèlgica i l'Illa de França. L'equip va gravar escenes sobretot al municipi de Cergy.